# Jerslev Herred
Jerslev Herred nævnes i Valdemars Jordbog som Jarlslefhæreth, og var før 1793 et herred i Vendsyssel. Det hørte dengang til Åstrup, Sejlstrup, Børglum Amt. Siden 1688 havde det haft fælles herredsfoged med Børglum Herred. Ved reformen i 1793 blev herredet nedlagt, men først i 1815 blev dets sogne fordelt imellem Børglum Herred og det nyoprettede Dronninglund Herred.